# 비핵 3원칙

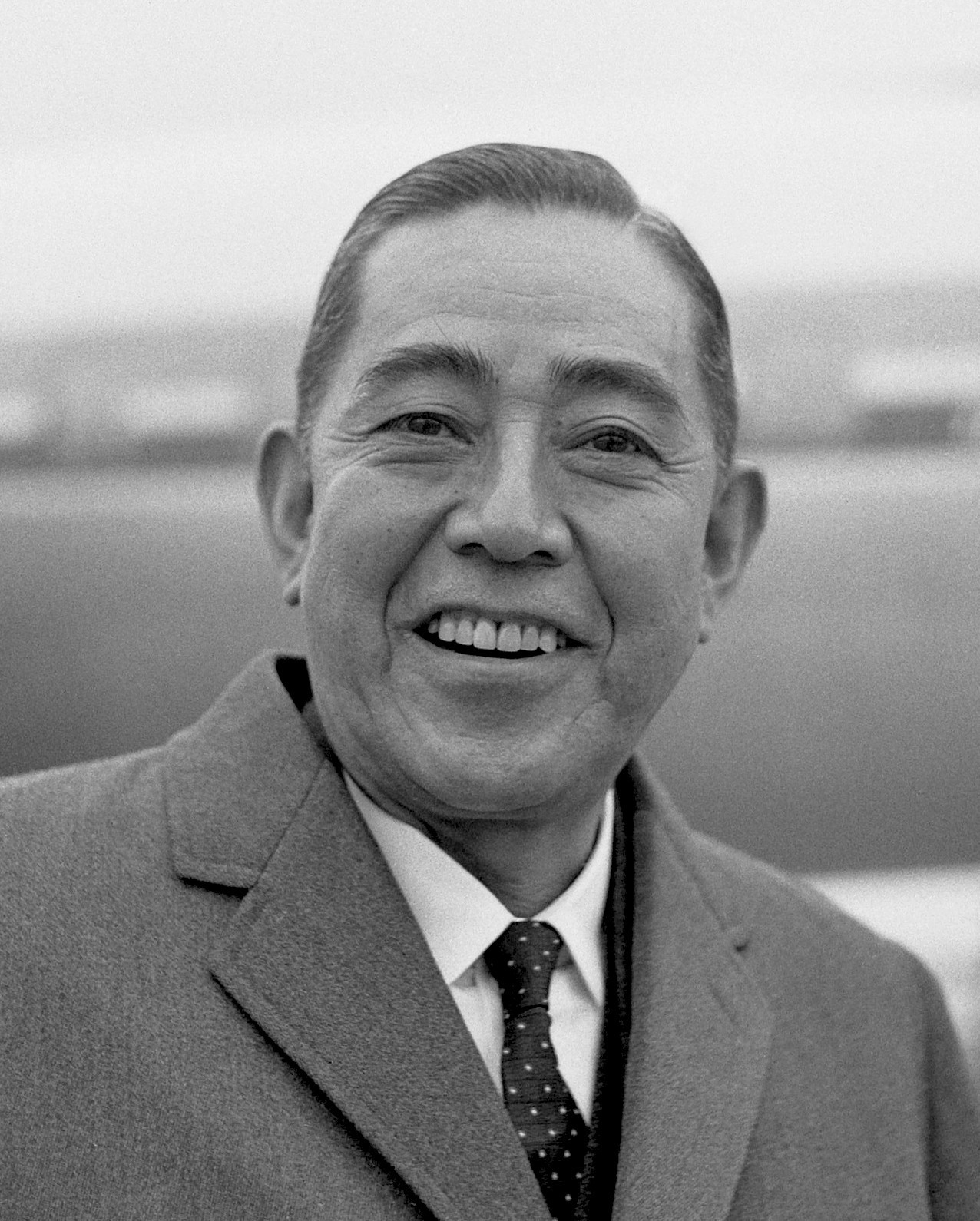
사토 에이사쿠 일본 총리

비핵 3원칙(非核3原則)은 1967년 사토 에이사쿠 일본 총리가 '핵무기를 만들지도, 가지지도, 반입하지도 않는다'고 선언한 것을 말한다. 국제법은 일방적으로 선언한 것도 국제법으로서 효력을 인정하고 있으며, 비핵 3원칙은 현재까지도 일본에서 유효하다.

## 역사
동북아에서 일본과 군사 경쟁 중이던 중국이 1964년 최초 핵실험을 단행했다. 1966년에는 제2포병(현재의 전략사령부)을 창설했다. 일본이 매우 반발하던 때에, 1967년 사토 에이사쿠 일본 총리는 비핵 3원칙을 선언했다.
1974년 비핵 3원칙 선언으로 사토 에이사쿠 일본 총리는 노벨 평화상을 수상했다.

## 기항
핵무기를 탑재한 미국 해군 함정의 기항, 통항은 핵무기 반입에 필요한 사전협의 대상에서 제외된다. 이는 1960년 1월 미일 안보조약 개정 때 신설되었다. 한국도 한반도의 비핵화에 관한 공동선언을 지키고 있지만, 역시 핵무기를 탑재한 미국 해군 함정이 평시에도 항구에 기항하거나 한국 영해를 통항하고 있다.

## 오키나와 밀약
1969년 미일 정상회담에서 사토 에이사쿠 일본 총리와 리처드 닉슨 미국 대통령이 극비리에 합의의사록을 작성했다. 사토 총리는 이 문서를 퇴임후 총리관저에서 자택 서재로 옮겨 보관해오다가 1975년 사망했다. 작성 일자는 1969년 11월 19일이며 영어로 탑 시크릿, 즉 극비문서라고 적혀 있다. 사토 총리가 쓰던 자택 서재 책상에서 발견됐다.
1. 미국 측은 "극동 지역 방위를 위해 긴급 사태가 생길 경우, 일본과 사전에 협의한 뒤 핵무기를 오키나와에 다시 반입하거나, 오키나와를 통과할 권리가 인정되는 것이 필요하다"
2. 일본 측은 "사전 협의가 있으면 지체없이 그 요구에 응한다"
3. "미국 정부는 긴급사태에 대비해 오키나와의 핵무기 저장지를 언제든지 사용할 수 있는 상태로 유지할 필요가 있다"

이 밀약이 비핵 3원칙을 위반하는 것은 아니다. 비핵 3원칙은 긴급사태 때도 비핵화를 한다는 의미는 아니다. 평시에만 비핵화를 한다는 의미이다.
핵무기 저장지는, 명시되어 있지는 않지만, 아시아 최대 미군기지로 유명한 가데나 공군 기지로 추정된다. 오키나와에는 후텐마 비행장도 있다.

## 같이 보기
- 핵 잠재력
- 핵우산